# Ostende (Argentine)
Pour les articles homonymes, voir Ostende et Ostende (homonymie).
Ostende est une station touristique de la côte atlantique argentine appartenant au partido (arrondissement) de Pinamar, dans la province de Buenos Aires. 

## Géographie
La localité est entourée au nord par Pinamar, au nord-est par Mar de Ostende, au sud par Valeria del Mar, à l'est par la mer d'Argentine et à l'ouest par l'arrondissement (partido) de General Madariaga. 

## Nature
Son paysage est caractérisé par de larges plages et de grandes dunes où croissent des tamaris luxuriants.